# Gunnar Mohr
Gunnar Mohr (17 luglio 1963) è un ex calciatore faroese, di ruolo attaccante.